# Ido Cohen
Ido Cohen (Telavive, 16 de agosto de 2001) é um automobilista israelense.

## Carreira

### Campeonato de Fórmula 3 da FIA
Em 9 de fevereiro de 2021, foi anunciado que Cohen havia sido contratado pela equipe Carlin para a disputa do Campeonato de Fórmula 3 da FIA de 2021. Para a disputa da temporada de 2022, ele se transferiu para a Jenzer Motorsport.
Em 10 de fevereiro de 2023, foi anunciado que Cohen havia sido contratado novamente pela equipe Rodin Carlin para a disputa do Campeonato de Fórmula 3 de 2023.